# Louis Marie de Lescure
Louis-Marie de Salgues, marchese di Lescure (Versailles, 13 ottobre 1766 – La Pellerine, 4 novembre 1793), è stato un generale francese che si oppose alla repubblica, combattendo nelle guerre di Vandea. Fu soprannominato "il santo di Poitou" (in francese le saint du Poitou).

## Biografia
Nacque da Marie-Louis-Joseph di Lescure e da Jeanne de Durfort de Civrac il 13 ottobre 1766. La famiglia di Lescure è originaria di Albi, dove si vedeva ancora prima della rivoluzione francese il proprio castello al confine con la provincia di Tarn. Era un uomo molto credente, colto, timido e riservato, diversamente da suo padre che dissipò tutta la sua fortuna ai tavoli da gioco, lasciandolo indebitato e facendogli perdere, in tal modo, l'accordo matrimoniale con la cugina Victoire de Donnissan. Louis, però, non si perde d'animo e dopo anni di sacrifici riesce a ristabilire le sue finanze e infine a sposare sua cugina nel 1791 Victoire de Donnissan de La Rochejaquelein. Era anche cugino di Henri du Vergier de La Rochejaquelein, altro protagonista delle guerre di Vandea.
Fu educato in una scuola militare. Entrando nel mondo all'età di sedici anni, che gli sembrò ben diverso da ciò che erano i giovani ragazzi del suo stato sociale. Era chiuso, timido e silenzioso; viveva, per così dire, isolato in mezzo ad una società brillante, frivola e animata: era molto religioso senza per nulla ostentarlo; anche questa era una caratteristica contraria al pensiero di quel tempo. Lo trovavano strano e selvaggio per i suoi modi di fare, però la sua singolarità gli veniva perdonata a causa della sua inalterabile dolcezza e della sua benevolenza che metteva in tutte le sue relazioni; l'unico rammarico era dovuto al fatto che un uomo del rango sociale, si stesse allontanando dalla strada che lo avrebbe condotto al successo.
Ottenne, poco tempo prima della rivoluzione francese, una compagnia di cavalleria del reggimento reale-Piemonte.
Agli inizi della rivoluzione, questo giovane ufficiale, molto portato per lo studio, che parlava tre lingue e di una grande cultura, non era completamente contrario alle nuove idee. Nonostante molti nobili avessero cominciato ad emigrare dalla Francia per nascondersi all'estero, Lescure e molti gentiluomini del Basso-Poitou non seguirono quest'esempio. Tuttavia, dopo la mancata fuga del re di Varennes, la sua fedeltà alla famiglia reale gli fece temere di venire arrestato, così anche lui tentò di lasciare la Francia per un breve periodo, nel giugno 1791.
Al suo ritorno, fu uno dei difensori impotenti di Luigi XVI alle Tuileries, in occasione della presa del palazzo il 10 agosto 1792. Si ritirò allora nel suo castello di Clisson, del comune di Boismé, a Poitou. Là venne accolto dai suoi amici che fuggivano dal Terrore. Presto i contadini di Poitou, già feriti nella loro fede religiosa, preoccupati delle persecuzioni nei confronti del clero, vennero raggiunti dalla leva obbligatoria e 300.000 uomini furono arruolati a forza attraverso una lotteria. La popolazione già stremata da anni di carestia, povertà e nuove tasse imposte si ribellarono alla proscrizione obbligatoria. Si armarono come poterono per resistere e andarono a cercare i pochi nobili rimasti sul territorio. Gli unici che avevano studiato alle accademie militari e in grado di organizzare una rivolta. A marzo del 1793 i contadini dei dintorni di Châtillon andarono a Clisson, per cercare Lescure e suo cugino La Rochejaquelein, che aveva le sue proprietà in una delle loro parrocchie.
Lescure non esitò affatto ad accettare il suo ruolo, come il cugino La Rochejaquelein, e si diresse verso Châtillon; i contadini dei dintorni di Clisson chiesero a Lescure di non allontanarsi dai suoi possedimenti, dove cioè la sua influenza poteva essere utile. Ciò nonostante essi restarono ugualmente esposti alle persecuzioni delle autorità repubblicane: con tutta la sua famiglia, il nobile fu portato in prigione a Bressuire. Sebbene fosse molto amato dagli abitanti di questa borgata, e che gran parte di loro non desiderava altro che salvarlo, fu quasi per miracolo che sfuggì alle violenze dei cittadini che vedevano nei nobili e nel clero i nemici della Repubblica.
Dopo alcuni giorni fu salvato dall'esercito di suo cugino Henri che riuscì a sconfiggere i repubblicani a Bressuire. Da quel momento si unì all'esercito controivoluzionario che si stava organizzando. Di conseguenza è stato tra i primi capi di quest'esercito al quale si aggiunsero i contadini della sua regione. Prese parte attivamente alle missioni più pericolose di questa vasta insurrezione.
Qui morì il 4 novembre 1793

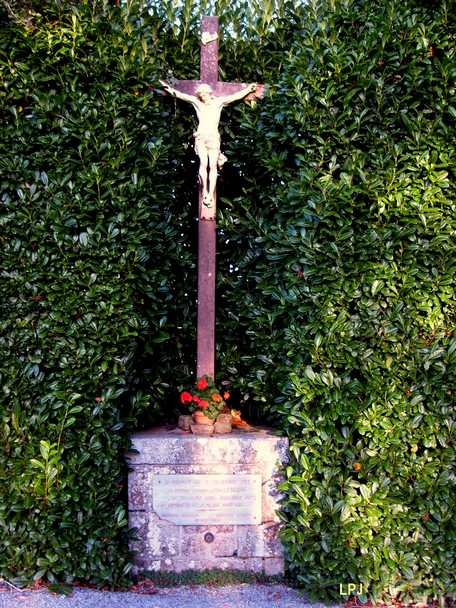
Monumento a ricordo di Lescure.

il generale vandeano L.M. de Lescure

"Ho sempre servito Dio con fede

ho combattuto e sono morto per lui."

omaggio dei vandeani – omaggio dei chouani

30 maggio 1955

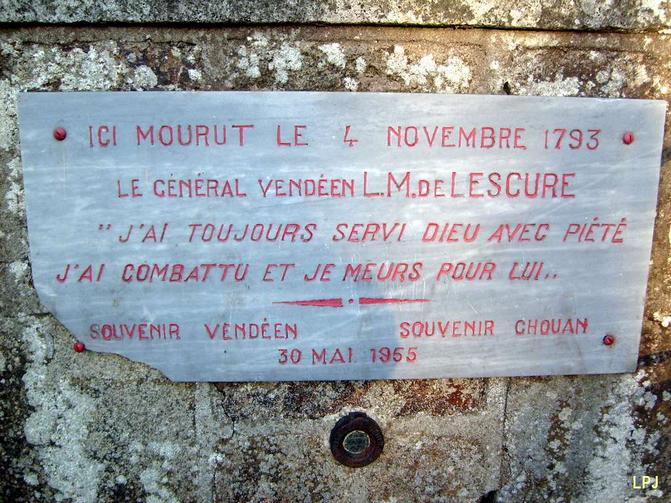
L'iscrizione sul monumento significa:
Qui morì il 4 novembre 1793
il generale vandeano L.M. de Lescure
"Ho sempre servito Dio con fede
ho combattuto e sono morto per lui."
omaggio dei vandeani – omaggio dei chouani
30 maggio 1955

Quando il trionfo della rivoluzione fu deciso, andò a organizzare la prima insurrezione vandeana. Fin dall'inizio della rivolta della Vandea, e su richiesta dei suoi contadini, si mise alla testa dell'insurrezione monarchica. Fin dai primi giorni stupì i vandeani per il suo coraggio, lanciandosi per primo e da solo su un ponte barricato e occupato dalle truppe repubblicane davanti Thouars il 25 maggio 1793. A Fontenay, il 16 maggio 1793, entrò anche nella città senza che nessuno inizialmente lo aveva seguito, tanto che dovette liberare i prigionieri vandeani che erano imprigionati.
A Saumur fu ferito; nessuno si affrettò a soccorrerlo o si sacrificò per lui. Nella battaglia di Tiffauges, che fu l'ultimo successo dei vandeani sulla riva sinistra della Loira, e dove i loro sforzi riuscirono a ritardare l'arrivo per alcuni giorni delle truppe agguerrite del generale Kléber, si vide Lescure battere il piede sul terreno gridare ai contadini scoraggiati: "Ci sono 400 uomini abbastanza coraggiosi da venire a perire con me?" - "Sì, signor marchese!" rispose la gente della parrocchia di Echaubrognes; e, alla loro testa, si mantenne per due ore. Dopo lo sterile attacco di Nantes il 29 giugno 1793, che segnò una svolta nella guerra di Vandea, si accampò a Bussières dove tentò invano di raccogliere le truppe disperse dell'esercito cattolico e reale.
Cacciato dal suo quartier generale dal generale François-Joseph Westermann, prese la sua rivincita a Tiffauges. Ferito gravemente, raggiunto da una pallottola alla testa nella battaglia di La Tremblaye, venne portato agonizzante dai suoi uomini nelle retrovie dell'esercito vandeano, dopo il disastro della battaglia di Cholet, che portò con sé una popolazione triste e fuggitiva.
Lescure, la cui ferita lasciava qualche speranza, aiutò ancora con consigli e costanza i suoi compagni. Contribuì a fare nominare La Rochejaquelein capo dell'esercito. Dopo il passaggio della Loira, seguì la penosa marcia dei vandeani attraverso l'Angiò e la Bretagna. Le cure di sua moglie e gli omaggi dell'esercito non potevano impedire l'effetto di tanti dolori estenuanti che venivano sempre ad infettare la sua ferita.
Quello che chiamavano il "santo di Poitou" morì il 4 novembre 1793 nella carrozza che lo trasportava a Besnardières, vicino a La Pellerine, sulla strada tra Ernée e Fougères, dopo un lungo e penoso calvario. Suo suocero, il generale de Donissan, lo fece seppellire in un luogo che è rimasto sconosciuto per evitare al cadavere gli oltraggi da parte dei repubblicani, come era accaduto per il corpo di Bonchamps, morto nella stessa battaglia. Sua moglie, che lo aveva seguito in Vandea, divenne più tardi una grande celebrità, sotto il nome di Signora La Rochejacquelein, e venne mandata in l'esilio fino al 1816.